# Li Nan
Dans ce nom, le nom de famille, Li, précède le nom personnel.
Li Nan, (en chinois : 李楠, en Hanyu pinyin : Lí Nǎn), né le 25 septembre 1976 à Harbin en Chine, est un ancien joueur de basket-ball chinois, évoluant au poste d'ailier, devenu entraîneur.